# فريدي كروفورد
فريدي كروفورد (بالإنجليزية: Freddie Crawford)‏ مواليد 23 ديسمبر 1941 في نيويورك، هو لاعب كرة سلة معتزل. لعب مع عدة فرق الدوري الأمريكي للمحترفين.

## المسيرة الاحترافية
لعب مع نيويورك نيكس من سنة 1966 إلى 1968، ثم لعب مع لوس أنجلوس ليكرز من سنة 1967 إلى 1969، ثم لعب مع ميلووكي باكز في موسم 1969–1970، ثم لعب مع بوفالو بريفز في سنة 1970، ثم لعب مع فيلادلفيا سفنتي سيكسرز في موسم 1970–1971.

## روابط خارجية
- فريدي كروفورد على موقع إن بي أي (الإنجليزية)
- فريدي كروفورد على موقع سبورتس رفرنس (الإنجليزية)
- فريدي كروفورد على موقع كلية كرة السلة في سبورتس رفرنس.كوم (الإنجليزية)
- فريدي كروفورد على موقع ريلجم (الإنجليزية)
- فريدي كروفورد على موقع بروبوليرز (الإنجليزية)